# Opadometa grata
Opadometa grata is een spinnensoort in de taxonomische indeling van de strekspinnen.
Het dier behoort tot het geslacht Opadometa. De wetenschappelijke naam van de soort werd voor het eerst geldig gepubliceerd in 1838 door Guérin.